# Française des Jeux (wielerploeg)/2009
Deze pagina geeft een overzicht van de wielerploeg La Française des Jeux in 2009.

## Algemeen
Algemeen manager: Marc Madiot
Ploegleiders: Thierry Bricaud, Martial Gayant, Yvon Madiot, Franck Pineau
Fietsmerk: Lapierre
Materiaal en banden: Shimano, Hutchison

## Renners
| Naam                | Geboortedatum | Nationaliteit | Ploeg 2008         |
| ------------------- | ------------- | ------------- | ------------------ |
| Jocelyn Bar         | 07-10-1988    | Frankrijk     |                    |
| Sandy Casar         | 02-02-1979    | Frankrijk     |                    |
| Sébastien Chavanel  | 21-03-1981    | Frankrijk     |                    |
| Mikaël Cherel       | 17-03-1986    | Frankrijk     |                    |
| Jérôme Coppel       | 06-08-1986    | Frankrijk     |                    |
| Arnaud Courteille   | 13-03-1989    | Frankrijk     |                    |
| Vincent Dauga       | 11-12-1988    | Frankrijk     |                    |
| Rémy Di Grégorio    | 31-07-1985    | Frankrijk     |                    |
| Aurélien Duval      | 29-06-1988    | Frankrijk     |                    |
| Arnaud Gérard       | 06-10-1984    | Frankrijk     |                    |
| Anthony Geslin      | 09-06-1980    | Frankrijk     | Bouygues Télécom   |
| Tim Gudsell         | 17-02-1984    | Nieuw-Zeeland |                    |
| Frédéric Guesdon    | 14-10-1971    | Frankrijk     |                    |
| Jawhen Hoetarovitsj | 29-11-1983    | Wit-Rusland   |                    |
| Sébastien Joly      | 25-06-1979    | Frankrijk     |                    |
| Matthieu Ladagnous  | 12-12-1984    | Frankrijk     |                    |
| Christophe Le Mével | 11-09-1980    | Frankrijk     | Crédit Agricole    |
| Guillaume Levarlet  | 25-07-1985    | Frankrijk     |                    |
| Gianni Meersman     | 05-12-1985    | België        |                    |
| Francis Mourey      | 08-12-1980    | Frankrijk     |                    |
| Yoann Offredo       | 12-11-1986    | Frankrijk     |                    |
| Anthony Roux        | 18-04-1987    | Frankrijk     |                    |
| Jérémy Roy          | 22-06-1983    | Frankrijk     |                    |
| Wesley Sulzberger   | 20-10-1986    | Australië     | SouthAustralia.com |
| Benoît Vaugrenard   | 05-01-1982    | Frankrijk     |                    |
| Jussi Veikkanen     | 29-03-1981    | Finland       |                    |

## Deelname en overwinningen
Ronde van Gabon 2009
1e etappe, eind- en jongerenklassement: Matthieu Ladagnous
Tour Méditerranéen
1e en 5e etappe: Jawhen Hoetarovitsj
Tour Down Under 2009
ploegenklassement
Parijs-Nice 2009
5e etappe: Jérémy Roy
Brabantse Pijl
winnaar: Anthony Geslin
Route Adélie de Vitré
winnaar: Jérôme Coppel
Circuit Cycliste de la Sarthe
4e etappe: Anthony Roux
Tour de Picardie
4e etappe: Yoann Offredo
Circuit de Lorraine
2e etappe: Jawhen Hoetarovitsj
Circuit de Lorraine
5e etappe: Sébastien Joly
La Poly Normande
winnaar: Matthieu Ladagnous
1997 · 1998 · 1999 · 2000 · 2001 · 2002 · 2003 · 2004 · 2005 · 2006 · 2007 · 2008 · 2009 · 2010 · 2011 · 2012 · 2013 · 2014 · 2015 · 2016 · 2017 · 2018 · 2019 · 2020 · 2021 · 2022 · 2023 · 2024 · 2025
AG2R-La Mondiale · Astana · Bbox-Bouygues Telecom/2009 · Caisse d'Epargne · Cofidis · Team Columbia · Team CSC Saxo Bank · Euskaltel-Euskadi · Française des Jeux · Fuji-Servetto · Garmin-Chipotle · Katjoesja · Lampre-NGC · Liquigas · Team Milram · Quick·Step · Rabobank · Silence-Lotto